# Entre Ríos (caserío)

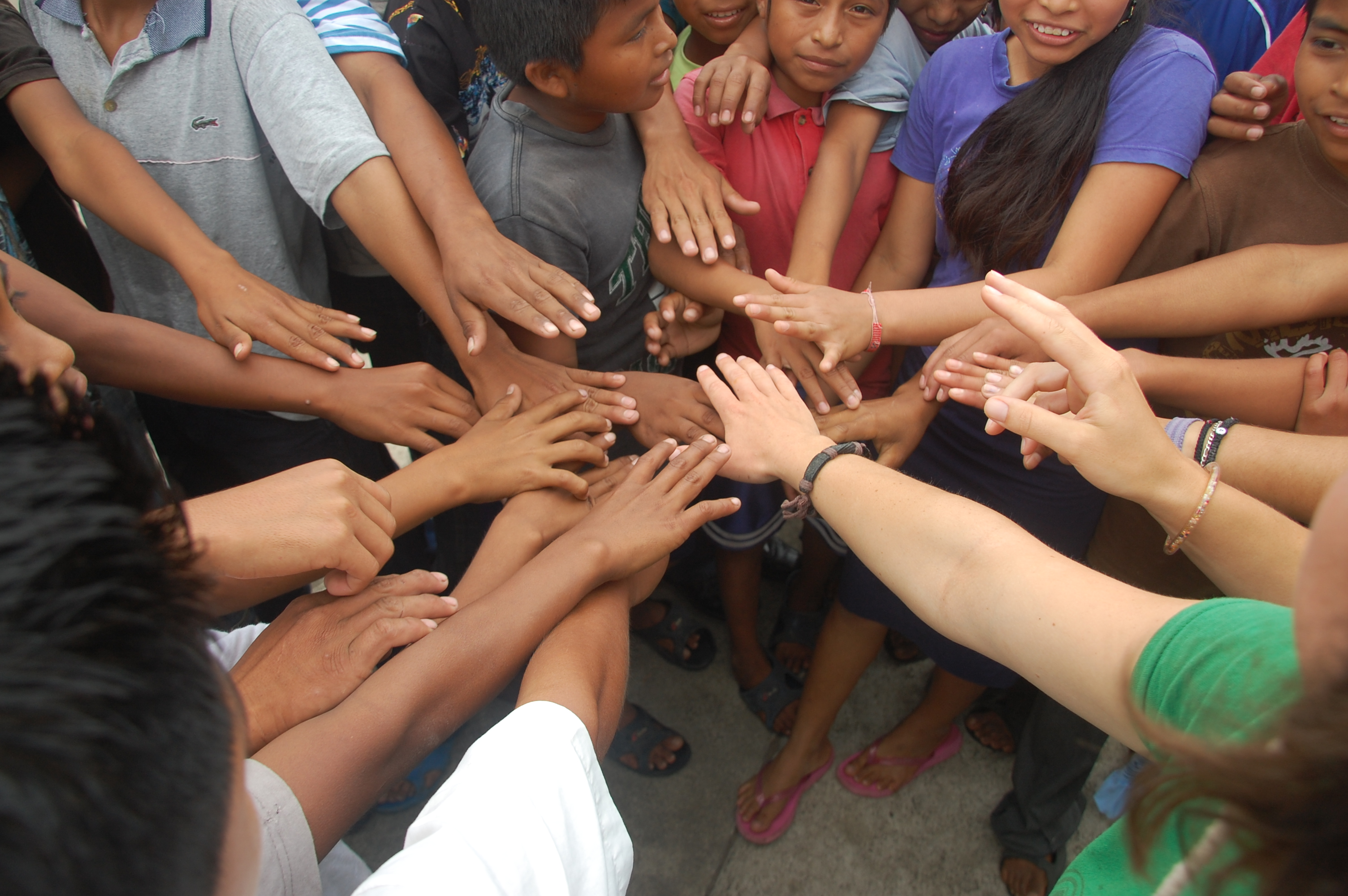
Niños de Entre Ríos en la actividad uniendo esfuerzos.

La Cooperativa Unión San Juan, Entre Ríos, se encuentra en la parte sur del Municipio de Sayaxché del departamento de Petén, Guatemala, en la microrregión denominada, “La Reinita-Entre Ríos”. Es parte céntrica de 17 caseríos circunvecinos, se localiza a 60 km de la cabecera municipal de Sayaxché y a 115 km del área central de Petén. Fue fundada el 15 de mayo de 1996 con 64 familias de refugiados integrados al plan de retorno a Guatemala. El 90% de sus habitantes son originarios de Quiché, departamento que fue el más afectado durante el conflicto armado interno de Guatemala, lo que generó una gran cantidad de refugiados en México.

## Toponimia
Su nombre se deriva de San Juan, santo patrono de la comunidad, y “Entre Ríos” porque está rodeado por los ríos Santa Melia y Machaquilá que se unen a cuatro kilómetros de la comunidad para formar un solo río que desemboca en el río La Pasión.

## Historia
La Cooperativa fue fundada en los años 60. Nace a raíz de un grupo de campesinos que se organizaron para exigir su derecho de acceso a la tierra. Después de varios años de lucha el gobierno accede a entregar una pequeña parcela a cada integrante a través del Instituto Nacional de Transformación Agraria (INTA). Estas tierras fueron entregadas en el área denominada Zona Reina del Ixcán, una zona donde hubo fuertes consecuencias del conflicto armado interno. El 15 de mayo de 1983 a las doce del mediodía el ejército de Guatemala comienza a incendiar las casas hasta quemar todas las viviendas pertenecientes a la cooperativa; por esta razón los integrantes del caserío toman la decisión de refugiarse en el vecino país para proteger su vida y la de su familia. Fueron 15 años de refugio, después de varios años se logró negociar con el gobierno para iniciar el proceso de retorno al país, por razones ajenas ya no se pudo regresar al lugar de origen, por lo tanto se inicia nuevamente pero ahora en el departamento de Petén.

## Demografía
Según la información obtenida a través del censo de población efectuada en la Cooperativa Unión San Juan, Entre Ríos, el 17 de febrero de 2010, la población actual de esta comunidad es de 426 habitantes, distribuidos en 91 familias de las cuales 72 familias son completas (padre, madre e hijos), mientras que en 17 familias, por diversas razones, las mujeres son las jefas del hogar y en 2 familias solo existe el hombre como jefe de la casa.

## Infraestructura

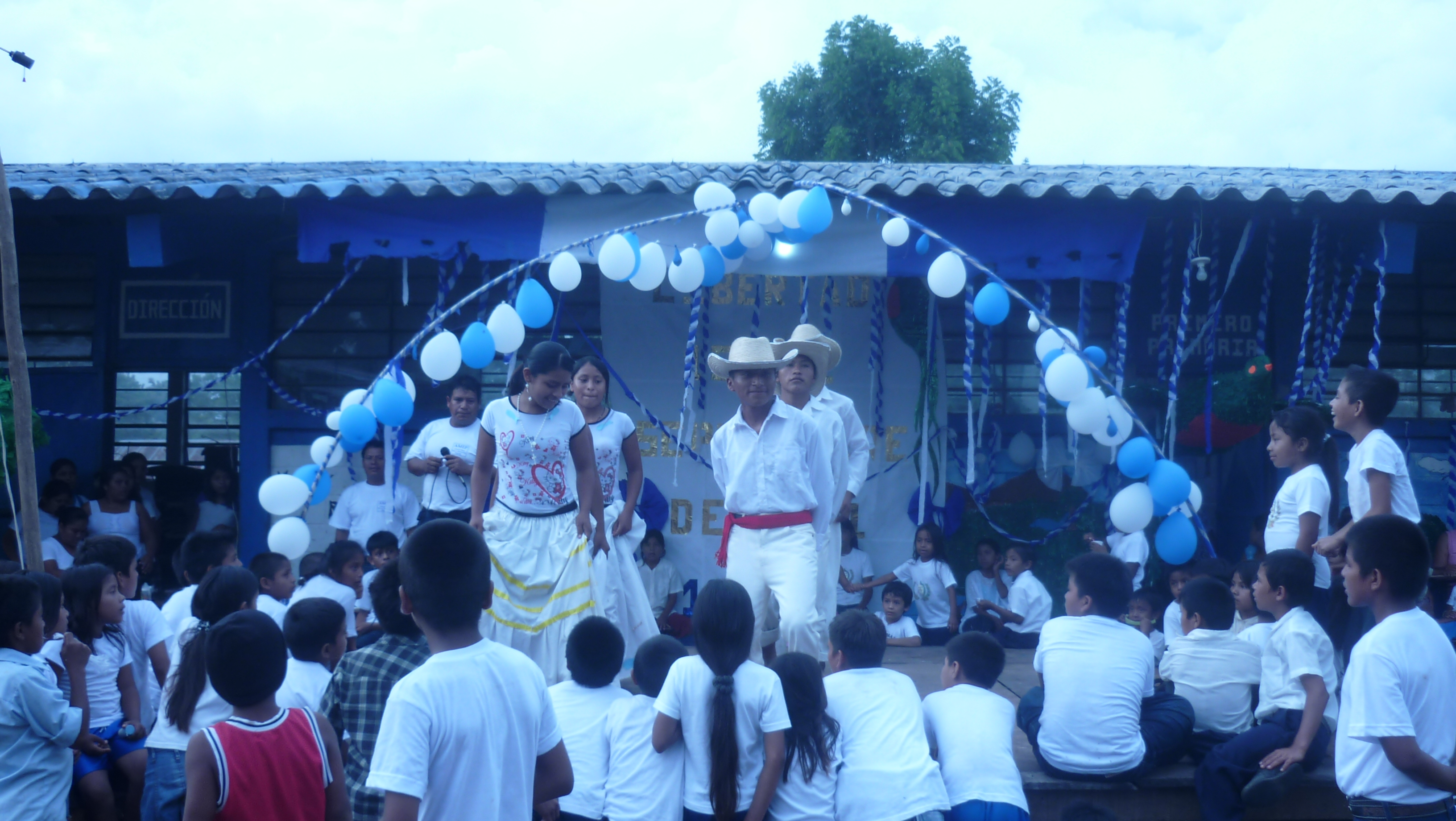
Alumnos del Instituto Básico en Actividades Socioculturales

La Cooperativa Unión San Juan, Entre Ríos, es una comunidad rural muy pequeña. Sin embargo, cuenta con edificios escolares de preprimaria, primaria y básico, un salón comunal, una alcaldía auxiliar, un campo de fútbol, una cancha polideportiva, una academia de informática, una academia de mecanografía, un centro de convergencia y tres iglesias (Católica, Asamblea de Dios y Pentecostés de América).

## Vías de comunicación y transportes
Se llega a la Cooperativa de Entre Ríos a través de una carretera de terracería que es transitable todo el año. Esta carretera comunica la comunidad con la cabecera municipal de Sayaxché, San Benito y Santa Elena. Los buses interurbanos salen todas las mañanas y regresan por las tardes.
Otra vía de acceso es por el río La Pasión a través de lanchas rápidas o de carga. Sin embargo, este medio de transporte se dejó de utilizar con la entrada de la carretera, ya que por el río se tarda entre 12 a 18 horas para llegar a Sayaxché mientras que por la carretera se tarda únicamente de 2 a 3 horas.

## Vivienda
La mayoría de las familias tienen el mismo estilo de vivienda ya que fueron construidas por el Fondo Guatemalteco para la Vivienda – FOGUAVI-, y tienen paredes de bloc, techo de lámina, y el piso es de torta de cemento. Sin embargo existen algunas familias que tienen sus casas de material rústico (techo de hoja de manaque, cerco de tabla, y piso de tierra).

## Servicios existentes en la comunidad
La Cooperativa Unión San Juan, Entre Ríos, cuenta con los servicios de energía eléctrica a través de paneles solares, agua entubada, señal de TIGO para teléfono celular, centro de convergencia, molino de nixtamal, panadería, tienda de la Cooperativa, centros educativos de los niveles preprimaria, primaria y básico; antenas parabólicas de la empresa Claro, transportes interurbanos, librerías, academia de computación y mecanografía.

### Fuente de agua para consumo humano
Aparte de estar a la orilla de dos ríos, la cooperativa cuenta con un pozo perforado que abastece de agua entubada las 24 horas del día. Cada familia paga el agua que consume ya que en todas las viviendas se instalaron medidores para controlar el agua que cada familia utiliza.

## Organización Social
Dentro de la estructura de esta cooperativa existen diferentes organizaciones que cumplen una función específica, entre las más importantes se puede mencionar:
- El Consejo de Administración de la cooperativa
- La comisión fiscalizadora de los proyectos
- La Asociación de Docentes en Acción Educativa Rural “DARE”
- El Consejo Comunitario de Desarrollo Local (COCODES)
- La Organización de Mujeres MAMA MAQUIN

## Actividades económicas

### Agricultura
El 60% de la población se dedica a la agricultura, cultivando productos tradicionales que durante siglos vienen utilizando para su supervivencia. Entre los productos que se cultivan están: maíz frijol, pepita, arroz, chile, tomate, banano, caña, elote, mango, piña y naranja, entre otros.
Durante el refugio en México, los habitantes de esta cooperativa, adquirieron conocimientos para cultivar productos no tradicionales de manera técnica, como el pepino, el tomate, la sandía, el sorgo, y la soya.

### Producción pecuaria
Se cuenta con dos proyectos de crianza de ganados bovinos, uno administrado por el consejo Administrativo de la Cooperativa que en la actualidad cuenta con 125 ganados. Para el control de este proyecto se ha nombrado un comité encargado de velar por las necesidades de los animales. El segundo proyecto de ganado beneficia a 43 familias organizadas para trabajarlo y en la actualidad cuenta con 150 ganados en una extensión de 3 caballerías de terreno.
Estos proyectos son funcionales porque buscan ayudar a las familias que las trabajan. Todos los trabajos que se realizan, como chapeo de potreros, arreglar el cercado o el manejo de ganado no se pagan, únicamente se lleva un control de quienes van trabajando, pero, de todos los chivos que nacen y cumplen 8 meses de edad, se le otorga cada año uno a cada familia como compensación de los trabajos realizados.

### Manejo forestal
Los bosques de esta comunidad están compuestos de maderas de segunda y tercera categoría. Fueron saqueados por madereros en los años 90, sin embargo en el año 2000, se inició con los programas de reforestación con la intervención directa del Instituto Nacional de Bosques (INAB) y la comunidad, implementando el Proyecto Productivo Agroforestal. Este proyecto ha generado una mayor cantidad de jornales de los pobladores. Para esta actividad los jornales son pagados en efectivo, beneficiando de esta manera a los asociados como fuente de ingreso al dar la mano de obra.
De acuerdo a la meta del Proyecto Productivo Agroforestal el área de plantación se implementó en tres etapas; la primera etapa la constituye una reforestación comunal de 70 hectáreas establecidas durante el año 2000 con 63 asociados; la segunda etapa de reforestación con enfoque familiar es de otras 70 hectáreas establecidas durante el año 2001 con 55 asociados, de los cuales 15 socios tienen 2 hectáreas cada uno y el resto corresponde a una hectárea. Los resultados de las plantaciones anteriores fueron considerados buenos en el sentido de que hubo ingresos por incentivos y generación de empleo, por lo que se llegó a un consenso mayoritario de los asociados de establecer una tercera etapa de 35 hectáreas adicionales de la que fue propuesta inicialmente por el proyecto. Con estas 35 hectáreas implementadas en el año 2003, se cuenta con un área de reforestación de 175 hectáreas. Fuente, (Proyecto Productivo Agroforestal, 2004).

## Aspectos Culturales
En la Cooperativa Unión San Juan Entre Ríos, se manifiestan aspectos culturales encaminados a mantener y perpetuar las costumbres y tradiciones que se practican en la región, a nivel municipal y departamental, incluyendo algunas con influencia de los departamentos vecinos.

### Idiomas y grupos étnicos
Los habitantes de esta comunidad, provienen de los departamentos de Huehuetenango, Alta Verapaz, Quiché y Zacapa, lo que hace que en Entre Ríos se hablen seis idiomas diferentes.
Cuadro 4. Distribución de los habitantes según su idioma materno.
Distribución de habitantes según su idioma materno en cantidad de personas y porcentaje.
kiche  103, 25%;

Ixil   97, 23%;

Qanjobal 65, 15%;

Qeqchi 50, 12%;

Chuj   22, 05%;

Mam    16, 03%;

No indígena 66, 16%.

### Tradición popular

#### Semana Santa
La celebración de la Semana Santa comienza el Domingo de Ramos, en el que las familias reciben los ramos de las hojas tiernas de corozo, los convierten en cruz y los colocan en sus casas para protegerlos de los males.
Según (de León, 2010) el Jueves Santo, los jóvenes se disfrazan de diablitos, visitan los caseríos vecinos pidiendo dinero, pan o frutas para Judas Iscariote.
El Viernes Santo se hace la procesión en vivo, los jóvenes dramatizan a los personajes bíblicos y los pobladores los acompañan con oraciones, rezos y cantos. Uno de los jóvenes dramatiza el personaje de Jesús, quien se encarga de cargar una cruz hecha de madera. Le acompaña un grupo de jóvenes que hacen el papel de soldados y golpean al Jesús con la idea de llevarlo a la crucifixión.
El Sábado de Gloria, los jóvenes se reúnen en la cancha polideportiva, hacen una fogata, leen el testamento de Judas. Para el testamento de Judas se reúne una gran parte de la comunidad y comienza la lectura del testamento, a muchas personas les dejan herencias que constan de las pertenencias de Judas cuando estuvo en vida, nadie se molesta por lo que le hayan dejado, ya que todos saben que es un momento de relajo sano, aunque en algunas ocasiones personas inconformes tratan de buscar al escritor del testamento por algún reclamo, sin embargo nadie sabe quién escribe el testamento ya que es un secreto de grupo. Después de leído el testamento incineran la imagen de Judas y al final hacen un convivió con lo que recaudaron el Jueves Santo. Luego se organiza un baile donde muy pocos bailan por creer que no es un día adecuado.

#### Las Posadas
Otra de las tradiciones populares de esta comunidad es la celebración de las posadas que se realiza del 16 al 24 de diciembre.
Cada noche de esta semana, se visita una familia y se realiza una celebración de la palabra de Dios. Los niños se encargan de cargar una casita con las imágenes de María y José, quienes van en busca de posada.
Al finalizar el acto religioso se reparte un refrigerio a los presentes que puede ser ponche caliente, arroz en leche con pan o lo que la familia haya preparado para los visitantes.

#### Fiesta Titular
La fiesta más relevante que se celebra en esta comunidad es el aniversario de la cooperativa que se celebra del 13 al 15 de mayo en conmemoración de la fecha en que se llegó a este lugar, que marcó el fin de más de una década de refugio y el inicio de la reinserción a la vida rural de Guatemala. En la celebración del aniversario se realizan varias actividades 
socioculturales con la participación del sector educativo, tales como campeonatos de fútbol, carreras de caballo, bailes sociales con grupos musicales en vivo.
- Datos: Q5834350